# ARA Cormorán (Q-15)
La ex lancha hidrográfica ARA Cormorán (Q-15) (LHCO) fue una hidrográfica de la Armada Argentina con destino en el Servicio de Hidrografía Naval (SHN). Su casco era de madera de cedro con estructura metálica y superestructura de aluminio.

## Servicio operativo
Ha realizado desde su puesta en servicio numerosas campañas con medición de sondajes y corrientes, muestras de agua y de fondo, etc.
En 2010 brindó apoyo a las tareas hidrográficas efectuadas por el buque uruguayo ROU Sirius en el Río de la Plata.
Durante 2012 realizó relevamientos batimétricos en el Río de la Plata Interior, en apoyo al Servicio de Hidrografía Naval. Iguales tareas cumplió durante 2013 en los ríos Ibicuy y Pavón y durante 2014 en el Canal Magdalena.
Para 2022 el buque ya se encontraba fuera de servicio en el astillero TANDANOR de Buenos Aires. Será reemplazada por el SWATH Petrel, construido por TANDANOR.